# Bhagavadgītā
(Bhagavadgītā, XVIII: 47)
La Bhagavadgītā (sanscrito, sf.pl.; devanāgarī: भगवद्गीता, "Canto del Divino" o "Canto dell'Adorabile" o, meno comunemente, Śrīmadbhagavadgītā; devanāgarī: श्रीमद्भगवद्गीता, il "Meraviglioso canto del Divino") è quella parte dall'importante contenuto religioso, di circa 700 versi (śloka, quartine di ottonari) divisi in 18 canti (adhyāya, "letture"), nella versione detta vulgata, collocata nel VI parvan del grande poema epico Mahābhārata.
La Bhagavadgītā ha valore di testo sacro, ed è divenuto nella storia tra i testi più prestigiosi, diffusi e amati tra i fedeli dell'Induismo; talvolta è considerata dagli studiosi una delle Upaniṣad posteriori.
In tale contesto la Bhagavadgītā è il testo sacro per eccellenza delle scuole viṣṇuite e kṛṣṇaite, eredi dell'antico culto devozionale del Bhagavat, ma è venerato come testo rivelato anche dagli śivaiti e dai seguaci dei culti śākta.
L'unicità di questo testo, rispetto ad altri coevi, consiste anche nel fatto che qui non viene data un'astratta descrizione del Bhagavat, qui inteso come il dio Kṛṣṇa, la Persona Suprema che si rivela, ma questa figura divina è un personaggio protagonista che parla in prima persona, offrendo all'uditore la sua darśana (dottrina) completa.

## Datazione e testi

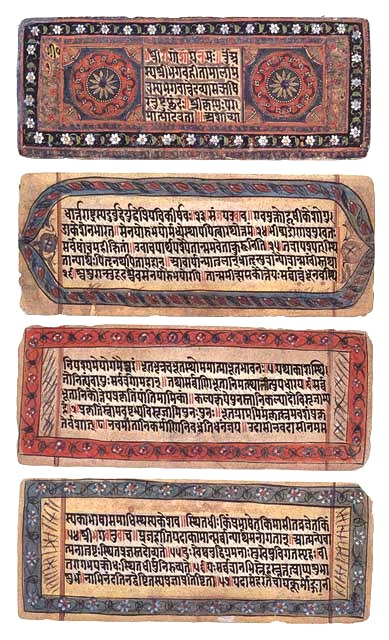
Manoscritto della Bhagavadgītā risalente al XIX secolo (Southern Asian Collection, Asian Division, Library of Congress, Washington, DC)

Eliot Deutsch e Lee Siegel datano l'inserimento della Bhagavadgītā nel Mahābhārata, probabilmente, al III secolo a.C.. Altri autori giungono fino al I sec. d.C.
Il primo testo completo di commentario, la Bhagavadgītābhāṣya, è opera di Śaṅkara (788-821) anche se, evidenzia Mario Piantelli, vi sono certamente delle redazioni anteriori più estese di cui restano tuttavia solo tracce emergenti in quella versione detta kaśmīra commentata da Rāmakaṇṭha (VII-VIII secolo) e, successivamente da Abhinavagupta (X-XI secolo). Comunque sia il poema presenta diversi rimaneggiamenti operati nel corso del tempo.
Esistono dunque due recensioni della Bhagavadgītā giunte a noi: la prima, la più diffusa in tutta l'India, è detta vulgata e si compone di complessivi settecento versi, ed è quella già commentata da Śaṅkara nell'VIII secolo d.C.; la seconda, detta kaśmīra, è leggermente più lunga, comprendendo complessive trecento varianti minori, ed è quella commentata da Rāmakaṇṭha (VII-VIII secolo) e, successivamente da Abhinavagupta (X-XI secolo). Le differenze tra le due recensioni non manifestano, tuttavia, diversità dottrinali.
Antonio Rigopoulos osserva come si possa ipotizzare che già a partire dall'XI secolo la versione detta vulgata si sia affermata come "canonica".
Dal punto di vista filologico sono state individuate tre stratificazioni temporali all'interno di questa opera: la prima, di contenuto "epico", è la più antica; la seconda che riporta insegnamenti propri delle dottrine del Sāṃkhya-Yoga (canti 2-5); la terza è la stratificazione "teista" legata al culto di Kṛṣṇa (canti 7-11), la quale trova, nel canto 12, un vero e proprio inno alla bhakti.
Nella sua redazione finale, secondo Mircea Eliade, la Bhagavadgītā riassume quattro dottrine:
(Mircea Eliade. Storia delle credenze e delle idee religiose, vol. II, pag. 239)
Alcune persone suggeriscono che durante l'era coloniale dell'Hindustan, Warren Hastings separò il 25° e il 42° capitolo del Mahabharata e pubblicò questi 18 capitoli sotto il nome Dialogues of Kreeshna and Arjoon in Eighteen lectures with Notes. Prima di questa edizione del 18º secolo, non esisteva un libro separato intitolato Geeta durante l'era Puthi.

## Contenuti e dottrine
(Bhagavadgītā, II, 47)
L'episodio narrato nel testo si colloca nel momento in cui il virtuoso guerriero Arjuna - uno dei fratelli Pāṇḍava, figlio del dio Indra, prototipo dell'eroe - sta per dare inizio alla battaglia di Kurukṣetra, che durerà 18 giorni, durante la quale si troverà a dover combattere e quindi uccidere i membri della sua stessa famiglia, parenti, mentori e amici, facenti tuttavia parte della fazione dei malvagi Kaurava, usurpatori del trono di Hastināpura, i quali simboleggiano anche metaforicamente le difficoltà morali e fisiche di ogni essere e yogi.
Di fronte a questa prospettiva drammatica, Arjuna si lascia prendere dallo sconforto, rifiutandosi di combattere. A questo punto il suo auriga Kṛṣṇa, principe del clan degli Yādava ma in realtà avatāra di Viṣṇu qui inteso come divinità suprema, si avvia ad impartirgli degli insegnamenti, dal profondo contenuto religioso, per dissiparne i dubbi e lo sconforto imponendogli di rispettare i suoi doveri di kṣatriya, quindi di combattere e uccidere, senza farsi coinvolgere da quelle stesse azioni (karman), senza costituire un incitamento alla guerra ma intendendo ciò come un dovere dovuto alle contingenze 
(Bhagavadgītā, II, 37-38)
Anche gli uomini che praticano costantemente i Miei precetti, pieni di devozione e senza criticismo, sono liberati da ogni karma.
Ma coloro che rifiutano il Mio insegnamento e non vivono in conformità ad esso, totalmente illusi riguardo alla vera saggezza e privi di discriminazione, sappi che sono condannati alla distruzione.»
(Bhagavadgītā, III: 30-33)

Contro alcune correnti e interpretazioni mondane e letterali del testo sacro, Sri Aurobindo spiega: 
(Sri Aurobindo)
Prima Krishna richiama Arjuna affermando che non bisogna affliggersi per la morte, specie quando è dovuta al karma e al dharma, ribadendo la teoria della reincarnazione in un nuovo corpo, oppure l'anima raggiunge la mokṣa, cioè l'uscita dal ciclo e l'approdo alla condizione divina, divenendo tutt'una con Krishna o comunque vivendo nel luogo dove risiede la divinità e ottenendo le caratteristiche dei Deva.
(Bhagavadgītā, II, 11)
Chi considera il Sé come l'uccisore, e chi pensa che Esso possa venire ucciso, nessuno di questi conosce la verità. Perché il Sé non uccide né può essere ucciso. Questo Sé non è mai nato né perisce. Né essendo venuto in esistenza cesserà mai di essere. Esso è senza nascita, eterno, immutabile, sempre se stesso. E non viene ucciso con l'uccisione del corpo. Come un individuo getta degli abiti logori per indossare nuovi vestiti, così l'anima incarnata abbandona le dimore corporee rovinate per entrare in altre nuove.»
(Bhagavadgītā, II, 18-22)
Maharishi Mahesh Yogi commenta questo passo:
(Maharishi Mahesh Yogi)
Krishna poi prosegue
Nessuno yogi che conosce le due vie cade mai nell'illusione (di seguire la via delle tenebre).»
(Bhagavadgītā, VIII, 23-27)
E ancora:
Figlio di Kunti! Il pensiero con il quale un morente lascia il corpo determina – per la sua lunga persistenza in esso – il suo prossimo stato d'esistenza.»
(Bhagavadgītā, VIII, 5-6)
Per convincere Arjuna della bontà dei propri suggerimenti Kṛṣṇa espone una vera e propria rivelazione religiosa finendo per manifestarsi come l'Essere Supremo, l'Uno di cui Brahmā, Shiva e Visnù e tutti i Deva sono anch'essi manifestazione. Innanzitutto Kṛṣṇa precisa che la sua "teologia" e la sua "rivelazione" non sono affatto delle novità (IV,1 e 3) in quanto già da lui trasmesse a Vivasvat e da questi a Manu in tempi immemorabili con l'istituzione delle caste in base al karma, ma che tale conoscenza venne poi a mancare e con essa il Dharma; quando ciò accadde (ed ogni volta che accade), per proteggere gli esseri benevoli dalle distruzioni provocate da quelli malvagi, lo stesso Kṛṣṇa affermò, «io vengo all'esistenza» (IV, 8; dottrina dell'avatāra). Egli è l'inizio e la fine ciclica dell'universo, che a ogni kalpa ricrea dopo la fine del tempo precedente. Il dio appare quindi con gli attributi divini di Vishnu e in molte forme, ed Arjuna gli dedica un canto di lode, proclamandolo "più grande di Brahmā" (la divinità suprema per l'induismo maggioritario). Il testo esprime poi una visione di tipo panenteista, dove il dio supremo contiene in sé l'universo (tutte le cose sono in lui, a differenza del panteismo dove tutte le cose sono lui), quindi è sia esterno al mondo sia presente ovunque per chi lo cerca, è brahman, Puruṣa e Ātman:
(Bhagavadgītā, VI, 30-1. Traduzione di Raniero Gnoli, in Op. cit., pag. 806)
Kṛṣṇa si manifesta nel mondo affinché gli uomini, e in questo caso Arjuna, lo imitino (III, 23-4). Così Kṛṣṇa, l'Essere Supremo manifestatosi, spiega che ogni aspetto della Creazione proviene da Lui (VII, 4-6, ed altri) per mezzo della sua prakṛti, e che, nonostante questo, egli rimane solo uno spettatore di questa creazione:
(Bhagavadgītā, IX 8-9. Traduzione di Anne-Marie Esnoul)
Ogni essere umano deve quindi imparare a fare lo stesso essendo legato alle proprie azioni, in quanto anche se si astiene dal compierle, come stava per fare Arjuna rifiutandosi di combattere, i guṇa agiranno lo stesso incatenandolo al proprio karman (III, 4-5), egli deve comunque compiere il proprio dovere (svadharma, vedi anche più avanti) persino in modo "mediocre" (III, 35), quindi essere presente ma al contempo spettatore.
Tutto è infatti condizionato dai tre guṇa che procedono da Kṛṣṇa senza condizionarlo.
Mircea Eliade così riassume l'insegnamento principale di Kṛṣṇa ad Arjuna e a tutti gli uomini, cioè di imitarlo:
(Mircea Eliade. Op. cit.. pag. 241)
(Mircea Eliade. Op. cit.. pag. 241)
Quindi la 'novità' della 'rivelazione' della Bhagavadgītā consiste nel comunicare agli esseri umani che non solo il sacrificio vedico tiene unito il cosmo, ma anche qualsiasi suo atto purché questo sia privo di attaccamento o di desiderio verso il 'risultato', ovvero gli venga attribuito un significato che prescinda dall'interesse di chi lo agisce; e tale meta è raggiungibile solo con lo yoga.
(Bhagavadgītā VI, 46.)
Generalmente si ritiene che la Bhagavadgītā vieti (come i Purāṇa) i sacrifici animali praticati dai brahmini o a livello popolare, in alcune correnti induiste (oggi principalmente nello shaktismo) e consigli inoltre implicitamente il vegetarianismo.
Tale obiettivo diviene conseguito pienamente solo se lo yogin focalizza la sua attenzione, e quindi dedica i suoi atti, in Dio, in Kṛṣṇa (VI, 30-1). In questo modo la Bhagavadgītā proclama la superiorità della bhakti su ogni altra 'via' spirituale o mondana; la bhakti è la 'via' suprema.

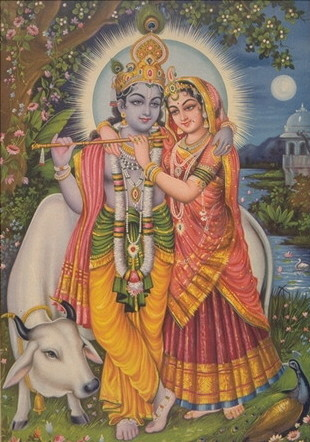
Raffigurazione devozionale artistica moderna di Krishna quale ottavo avatara di Visnù (particolarmente venerato come tale nel vishnuismo), o aspetto originario del dio stesso nel krishnaismo, è qui raffigurato come Krishna Veṇugopāla, ovvero Krishna suonatore di flauto (veṇu) e pastore delle mucche sacre (gopāla). Alla sinistra di Krishna, la sua eterna paredra, l'innamorata Rādhā, che simboleggia l'anima individuale eternamente legata al Dio.

Da ciò ne consegue che se nel Veda è il brahmodya, la contesa sacrificale, il luogo per conquistare ruolo e beni terreni; nei Brāhmaṇa è lo yajña, il rito sacrificale officiato da una casta sacerdotale maschile che garantisce in una vita futura, anche successiva a questa, i benefici cercati, e nelle Upaniṣad è il vimokṣa, la liberazione dalla mondanità l'obiettivo ultimo, nella Bhagavadgītā l'intera vita ordinaria acquisisce il luogo ultimo di salvezza, se essa è bhakti, devozione offerta per intero a Dio, Kṛṣṇa, "abbandonarsi" a lui.
(Bhagavadgītā, XII, 6-8)
(Bhagavadgītā, XVIII, 64-66)
La novità teologica espressa dalla Bhagavadgītā, rispetto all'ideale della "rinuncia" al mondo propria delle dottrine upaniṣadiche, e di alcune coeve buddhiste e jainiste, consiste dunque in una lettura e in un giudizio diversi della condotta umana e del mondo:
(Mircea Eliade, Storia delle credenze e delle idee religiose, vol.II. Milano, Rizzoli, 1996, p.244)
Partendo dalla consapevolezza che l'essere umano non può non avere una condotta, tale condotta, quando è "mondana", è governata da attaccamenti/desideri nei confronti del potere, del piacere e della ricchezza, e quindi può provocare "sofferenza", e, nel caso di un guerriero, una sofferenza fondata anche sul "senso di colpa" per la hiṃsā, la "violenza", nei confronti degli altri. A fronte di ciò, l'alternativa upaniṣadica, e delle coeve dottrine buddhiste, consisterebbe nel rifiuto di condurre una vita "mondana", scegliendo una via ascetica, priva di desideri e priva di hiṃsā (quindi praticando l'ahiṃsā, la "non violenza"; questo seppure la via della non violenza e della compassione per tutte le creature sia raccomandata anche in questo testo sacro, ove sia possibile, assieme al non attaccamento). L'insegnamento "divino" della Bhagavadgītā consiste qui nel rifiutare anche questa seconda opzione, rinunciare anche alla "rinuncia", e vivere nel mondo offrendo i risultati, i frutti della propria condotta, delle proprie azioni, non ai propri interessi personali ma al Dio di cui si è devoti.
I frutti delle proprie condotte, delle proprie azioni (naiṣkarmya), vanno quindi offerti a Dio, sacrificando il proprio piccolo "io" fenomenico (ahaṃkāra). Nel caso di un guerriero, di uno  kṣatra , la condotta di questi deve sempre rispettare i suoi "doveri di casta" (svadharma) e questi "doveri" devono sempre prevalere sulle norme generali (sāmānyadharma) che di regola predicano ahiṃsā, la "non-violenza". Questo perché ognuno, in questo caso lo  kṣatra , deve offrire tutte le sue azioni, anche quelle "violente" ma frutto comunque del suo dovere di "casta", a Dio e quindi al "bene del mondo" (lokasaṃgraha). 
Krishna raccomanda infine di diffondere la sua parola ai devoti:
(Bhagavadgītā, XVIII, 68-69)

Così il pensatore e politico seguace della ahimsa, il quale si definiva come un "guerriero nonviolento", Mahatma Gandhi, parla del Mahabarata e della Gita: 
(Mahatma Gandhi)
Altri sottolineano l'aspetto fondamentale dello yoga dell'azione:
(Antonio Rigopoulos in Lo Hinduismo antico (a cura di Francesco Sferra). Milano, Mondadori, 2010, p. CLXXX)
La rinuncia all'aspettativa dell'azione è compiere l'azione come offerta gratuita disinteressata, considerata la via yogica più elevata:
(Bhagavadgītā, XII, 12)
Da qui derivano interpretazioni morali più elastiche della dottrina espressa come l'inutilità di imporsi restrizioni eccessive e ascetiche, poiché faranno ricadere poi ipocritamente proprio in ciò che si vuole evitare (perché, dice Krishna: "Sappi che gli uomini che praticano terribili austerità non autorizzate dalle sacre scritture sono di natura asurica. Pieni d'ipocrisia ed egoismo – dominati dalla lussuria, dall'attaccamento e dalla follia violenta del potere – torturano in maniera insensata gli elementi del corpo e inoltre offendono Me, che sono Colui che vi dimora dentro"), ma bensì vivere tutto in contemplazione dell'assoluto che rende perfetto ciò che è imperfetto per natura, in una visione di tipo non duale; e d'altra parte vi sono interpretazioni più restrittive (come nel caso del vegetarianismo obbligatorio e della rigida morale sessuale e di vita del gruppo ISKCON).

## I 18 "canti" dellaBhagavadgītā
I diciotto canti che costituiscono la Bhagavadgītā corrispondono ai capitoli dal 25º al 42º del sesto libro ( Bhīṣmaparvan, "Libro di Bhīṣma") del Mahābhārata. nella sua edizione detta "settentrionale" (o vulgata), e ai capitoli dal 23º e 40º nella sua edizione detta "critica".
- 1: Arjuna-viṣāda-yogaḥ, "Lo sconforto di Arjuna": 47 versi, nella recensione detta vulgata.
- 2: Sāṅkhya-yogaḥ , "Il sāṅkhya": 72 versi.
- 3: Karma-yogaḥ, "L'azione": 43 versi.
- 4: Jñāna-karma-sannyāsa-yogaḥ, "Conoscenza-azione-rinuncia": 42 versi
- 5: Sannyāsa-yogaḥ , La rinuncia ai frutti dell'azione": 29 versi.
- 6: Dhyāna-yogaḥ , "La meditazione": 47 versi.
- 7: Jñāna-vijñāna-yogaḥ , "La conoscenza e la consapevolezza": 30 versi.
- 8: Tāraka-brahma-yogaḥ, "La Realtà Suprema": 28 versi.
- 9: Rāja-vidyā-rāja-guhya-yogaḥ, "La sapienza regale e del regale segreto": 34 versi.
- 10: Vibhūti-yogaḥ , "Le manifestazioni divine": 42 versi.
- 11: Viśva-rūpa-darśana-yogaḥ, "La visione di colui la cui forma è il tutto": 42 versi.
- 12: Bhakti-yogaḥ, "La devozione": 20 versi.
- 13: Kṣetra-kṣetrajña-yogaḥ , "Il 'campo' e il 'conoscitore del campo'": 34 versi.
- 14: Guṇa-traya-vibhāga-yogaḥ, "La distinzione fra i tre guṇa": 27 versi.
- 15: Puruṣottama-yogaḥ, "La Persona Suprema": 20 versi.
- 16: Daivāsura-sampad-vibhāga-yogaḥ, "La distinzione tra il destino divino e quello demoniaco": 24 versi.
- 17: Śraddhā-traya-vibhāga-yogaḥ, "La distinzione fra i tre tipi di fede": 28 versi.
- 18: Mokṣa-sannyāsa-yogaḥ, "La liberazione attraverso la rinuncia": 78 versi.

## Principali edizioni italiane
- Bhagavadgītā: canto del beato, traduzione in esametri dal sanscrito e introduzione di Ida Vassalini, Bari: Laterza, 1943
- Bhagavad Gita, saggio introduttivo, commento e note di Sarvepalli Radhakrishnan, traduzione del testo sanscrito e del commento di Icilio Vecchiotti, Roma: Ubaldini, 1964 ISBN 88-340-0219-9
- Bhagavadgītā: canto del beato, interpretazione lirica italiana secondo la misura dei ritmi originali di Giulio Cogni, Milano: Ceschina, 1973; Roma: Ed. Mediterranee, 19802
- La Bhagavad-gita così com'è, trad. dal sanscrito di A.C. Bhaktivedanta Swami Prabhupada, Bhaktivedanta Book Trust (1976)
- Bhagavad Gita. Nuova traduzione e commento capitoli 1-6, trad. e commento di Maharishi Mahesh Yogi, 1967, edizione italiana Mediterranee, 2003
- Bhagavadgītā, a cura di Anne-Marie Esnoul, trad. dal francese Bianca Candian, Milano: Adelphi ("Biblioteca Adelphi" n. 65), 1976, 1984220103; "Gli Adelphi" n. 29, 1991 ISBN 88-459-0851-8; Milano: Feltrinelli ("Oriente Universale Economica" n. 1953), 2007 ISBN 978-88-07-81953-7
- La Bhagavad Gita, a cura di Anthony Elenjimittam, trad. dall'inglese Mario Bianco, Milano: Mursia, 1987 ISBN 978-88-425-8824-5
- Bhagavadgītā: il canto del beato, a cura di Raniero Gnoli, Torino: UTET, 1976; Milano: Rizzoli ("BUR" L 642), 1992 ISBN 88-17-16642-1
- Bhagavad Gita: interpretazione spirituale di Paramahansa Yogananda, 3 volumi, Edizioni Vidyananda, 1992 ISBN 88-86020-11-2
- Bhagavadgītā: il canto del glorioso signore, traduzione dal sanscrito e commento di Stefano Piano, Cinisello Balsamo: Paoline, 1994 ISBN 88-215-2827-8; Milano: Fabbri, 1996
- Bhagavadgītā, a cura di Tiziana Pontillo, Milano: Vallardi, 1996 ISBN 88-11-91052-8
- Bhagavad gita, a cura di Marcello Meli, Milano: Mondadori ("Oscar classici"), 1999 ISBN 88-04-45395-8
- Il canto del beato (Bhagavadgītā), a cura di Brunilde Neroni, Padova: Messaggero, 2002 ISBN 88-250-1170-9
- “ Fiume di compassione. Un commento cristiano alla Bhagavad Gita” Bede Griffiths. Edizioni Appunti di Viaggio - Roma, 2006 ISBN 88-87164-67-3